# پژوهشکده سامانه‌های حمل و نقل فضایی
پژوهشکدهٔ سامانه‌های حمل و نقل فضایی از سال ۱۳۶۲ فعالیت‌های خود را آغاز کرد و در سال ۱۳۸۹ به سازمان فضایی ایران منتقل شد. پژوهشکدهٔ سامانه‌های حمل و نقل فضایی یکی از پژوهشکده‌های سیستمی پژوهشگاه فضایی ایران است. ۳۷۴ نفر متخصص در رشته‌های مختلف مهندسی مانند: مهندسی مکانیک، هوافضا، مهندسی مواد، مهندسی شیمی و… در این پژوهشکده فعالیت می‌کنند.
پژوهشکده برای انجام طرح‌های خود، کارگاه‌ها و آزمایشگاه‌هایی را دارا است از جمله: آزمایشگاه‌های شیمی و پلیمر، آزمایشگاه متالورژی، آزمایشگاه مکانیک، کارگاه‌های فلزکاری، ماشین افزار و…